# Борго Цанги (Рагуза)
Борго Цанги је насеље у Италији у округу Рагуза, региону Сицилија.
Према процени из 2011. у насељу је живело 2 становника. Насеље се налази на надморској висини од 183 м.